# Alebrijes de Oaxaca
Az Alebrijes de Oaxaca a mexikói Oaxaca állam fővárosának, Oaxaca de Juáreznek a másodosztályú bajnokságban szereplő labdarúgócsapata. Nevüket az alebrijékről kapták, melyek nem mások, mint Oaxaca államra jellemző színes papírmasé figurák.

## Címere
A csapat címere egy üstökösként lángcsóvát húzó focilabdát ábrázol, erre a képre narancs színnel írák rá az Alebrijes és feketével az Oaxaca szót. Tetején egy hatalmas sáska látható.

## Története
A csapatot 2012-ben alapították, szereplésüket a másodosztályban 2013 nyarán kezdték meg. Első mérkőzésüket az Atlético San Luis ellen játszották, az eredmény 2–2 lett. A kupában mindjárt első szezonjukban (2013 Apertura) egészen az elődöntőig meneteltek, ott azonban büntetőkkel alulmaradtak az Atlasszal szemben. Sőt, a következő szezonban már a döntőig is eljutottak, ott viszont a Tigres de la UANL múlta felül őket.
Új stadionjukat, az Estadio Tecnológicót 2016. március 27-én avatták fel egy Pumas elleni barátságos mérkőzéssel. Az épület 17 000 fő befogadóképességű, de ha az Alebrijes feljutna az első osztályba, a tervek szerint 20 000 fősre bővítenék.